# Gert Ekström
Gert Ekström, född 22 juni 1941, är en svensk museiman, teknikhistoriker och författare. Han har varit intendent på Tekniska museet i Stockholm större delen av sitt yrkesliv, men har också arbetat på andra museer. Han har sedan mitten av 1970-talet skrivit eller varit medförfattare eller faktagranskare till drygt 30 böcker och ett stort antal artiklar, främst inom teknik samt transport- och fordonshistoria.

## Biografi
År 1964 var Gert Ekström drivande vid räddningen av ångfartyget S/S Ejdern och han har på olika sätt varit engagerad i fartyget sedan dess. S/S Ejdern ägdes sedan 1958 av Södertälje stad. År 1963 var fartyget i så dåligt skick, att staden beslutade att sänka henne utanför Landsortsdjupet. Ångmaskinen lyftes ur och skänktes till Östra Sörmlands Museum i Södertälje. I mitten av maj 1964, timmarna innan fartyget skulle bogseras iväg mot Landsortsdjupet och innan de kommunala förvaltningarna skulle stänga för dagen, kontaktade den unge, båtintresserade Gert Ekström hamnkaptenen i Södertälje, vilket resulterade i att kommunen efter några snabba beslut överlämnade fartyget till den för ändamålet hastigt bildade Föreningen för bevarande av gamla ångbåtar, företrädd av Ekström.
Ekström har bland annat varit ordförande i Cykelhistoriska föreningen, en ideell förening för främjande av intresse att bevara och renovera äldre cyklar samt därmed förenlig verksamhet.
Han är gift och har två döttrar.